# Rue Victor-Hugo (Malakoff, Hauts-de-Seine)
Pour les articles homonymes, voir Rue Victor-Hugo.
La rue Victor-Hugo est une voie de communication de Malakoff dans les Hauts-de-Seine, en France.

## Situation et accès

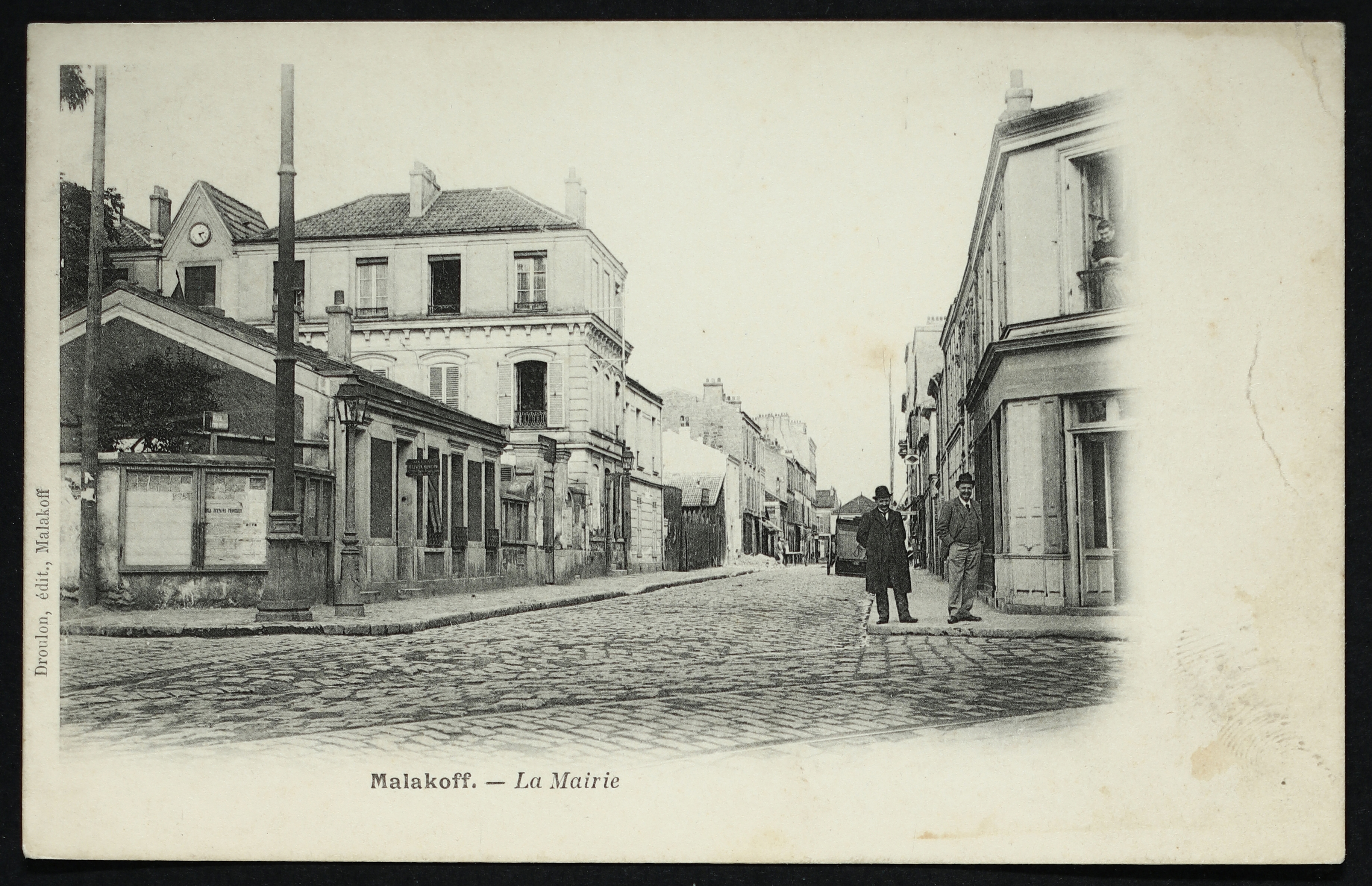
L'ancienne mairie, vers 1900.

Commençant à la limite de Paris dans l'axe de l'avenue Georges-Lafenestre, cette rue se dirige vers le sud-ouest. Croisant la rue Gambetta puis la rue Ernest-Renan, elle se termine dans le prolongement de la rue Béranger.
Elle était autrefois parcourue par la ligne de tramway no 87, provenant de la porte Didot.

## Origine du nom
Cette rue porte le nom de l'écrivain français Victor Hugo (1802-1885).

## Historique

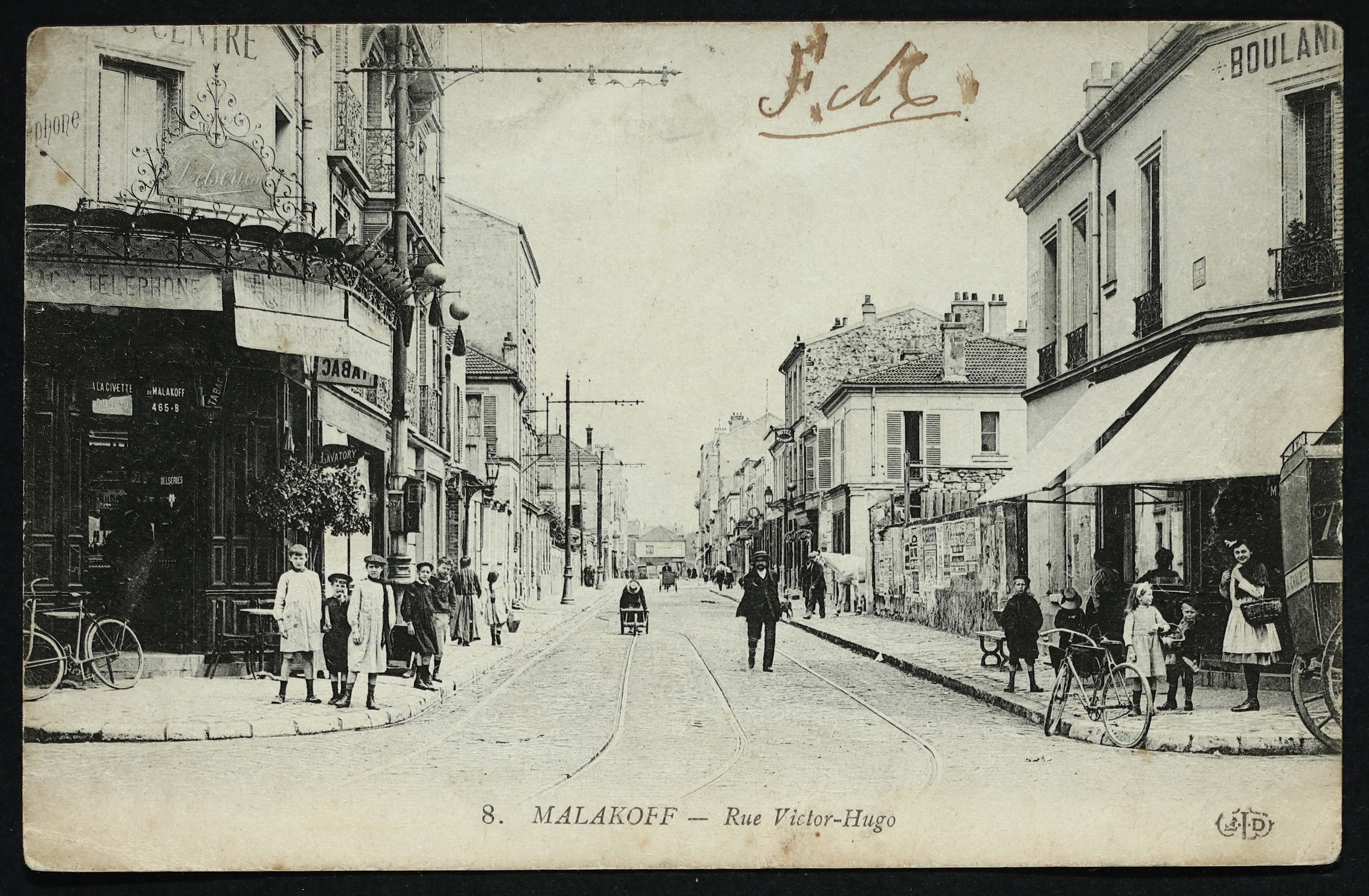
Malakoff - Rue Victor-Hugo.

Cette voie était autrefois la rue du Camp-Français.
En janvier 1875, les Sœurs de la Providence de Ruillé-sur-Loir vinrent s'occuper d'un internat libre. En 1883, elles quitteront cet endroit pour créer l'institution Notre-Dame de France, rue du Chemin-de-Fer (aujourd'hui l'avenue Arblade).
Elle a été renommée le 7 juin 1885, quelques jours après la mort du poète.

## Bâtiments remarquables et lieux de mémoire

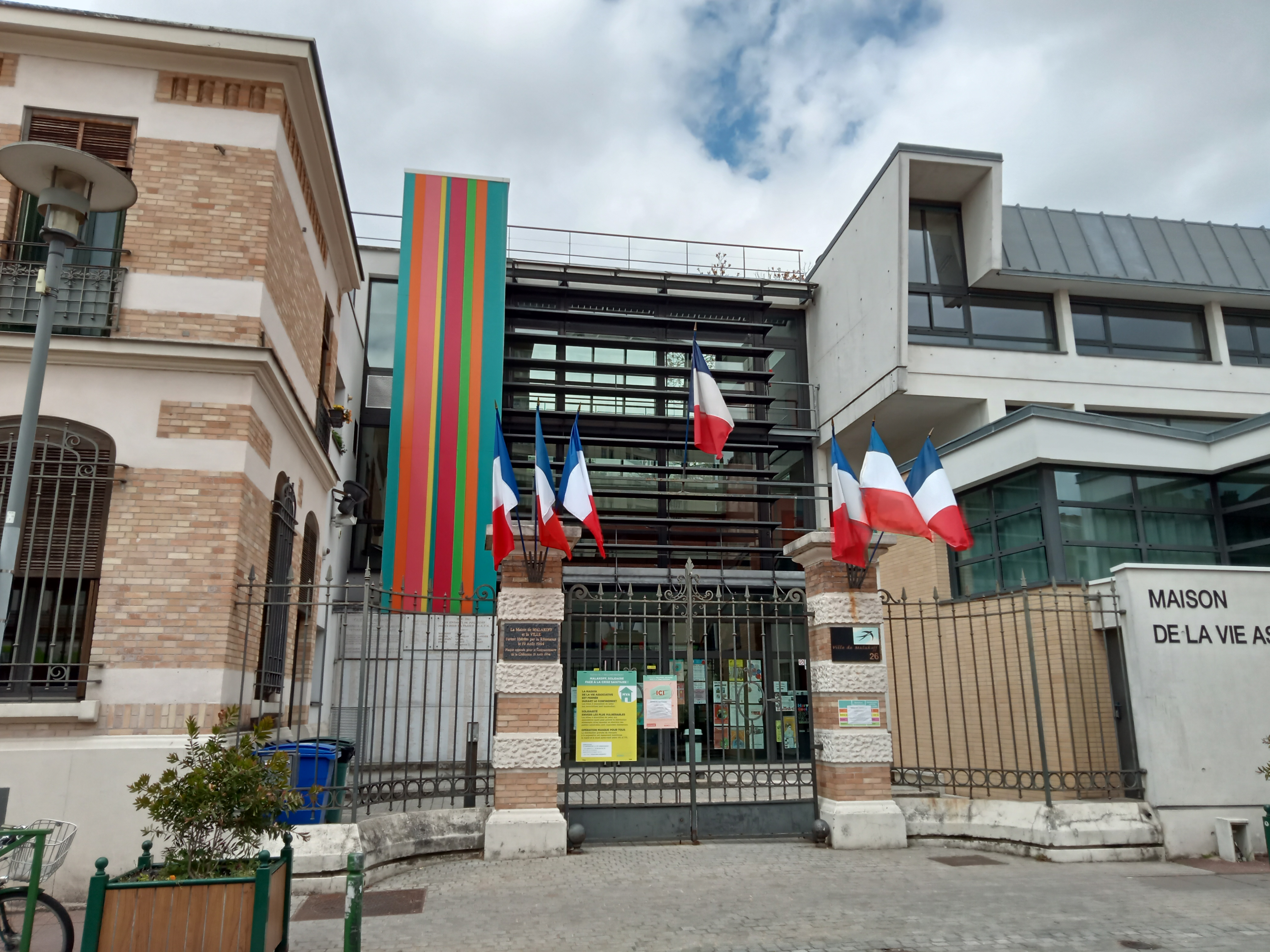
Maison des associations.

- Au no 24 se trouvait la Bourse du Travail[7].
- Au no 28, se trouvait de 1884 à 1976 l'hôtel de ville[8], initialement fait de deux maisons mitoyennes qui furent réunies en 1924 par une extension[9]. Ce bâtiment fut détruit en 2003. Reconstruit, c'est aujourd'hui la Maison de la Vie Associative de Malakoff.
- La sculptrice polonaise Alina Szapocznikow (1926-1973) avait jusqu'à sa mort un atelier au no 32 de cette rue.